# Friedhofskapelle (Essen-Kupferdreh)

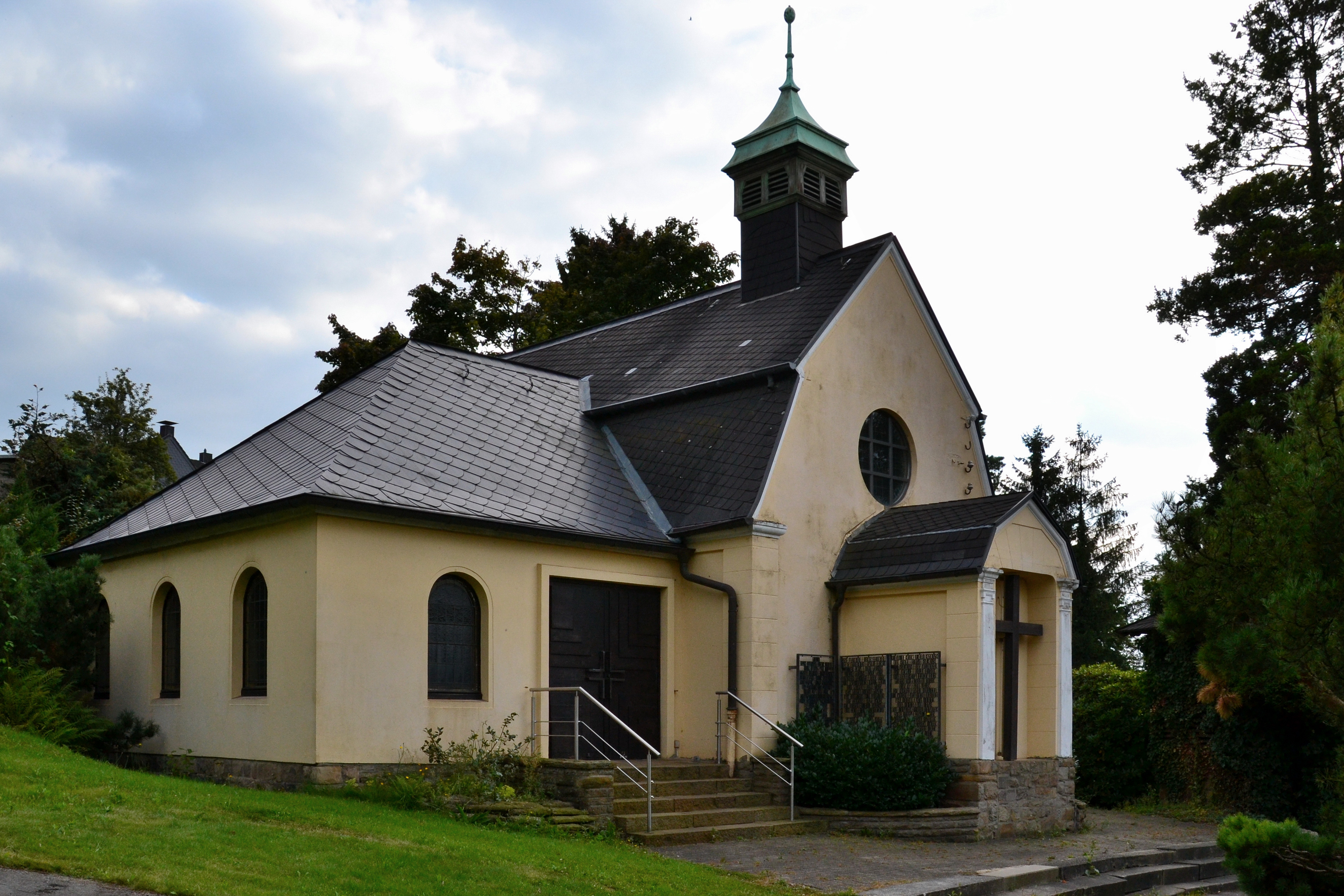
Friedhofskapelle in Essen-Kupferdreh

Die evangelische Friedhofskapelle im Essener Stadtteil Kupferdreh wurde Anfang des 20. Jahrhunderts erbaut und steht seit dem 23. November 1989 unter Denkmalschutz.

## Geschichte
Der Friedhof der evangelischen Kirchengemeinde Kupferdreh wurde auf einem Teil des Grunds des Bauern Heinrich Sonnenschein auf einer rechtwinkligen Fläche in Hanglage angelegt und am 3. Juni 1883 eingeweiht. Aufgrund des raschen Bevölkerungswachstums in Kupferdreh durch Zuwanderung von Arbeitskräften für die Industrie wurde der Friedhof um 1900 erweitert und in diesem Zuge auch die Friedhofskapelle gebaut. In den 1960er Jahren wurde der Friedhof nach Osten erweitert, da die Bevölkerungszahl noch anstieg.

## Beschreibung
Die Kapelle, die sich auf dem westlichen, älteren Teil des Friedhofs befindet, ist verputzt und steht auf einem Bruchsteinsockel. Der Hauptbaukörper hat ein Mansarddach, der fünfseitige eingeschossige Choranbau an der Südseite ist mit gliedernden Lisenen versehen. In den rundbogigen Fenstern an der westlichen Traufseite der Kapelle sind originale Jugendstil-Verglasungen erhalten. Der ursprüngliche, eingeschossige Eingangsvorbau vor dem nördlichen Giebel hat gleichfalls ein Mansarddach, der heute zugemauerte Eingang liegt in einer von Pilastern gerahmten Nische. Knapp über dem Dachfirst des Vorbaus sitzt ein Rundfenster in der Giebelwand der Kapelle. Fast über die ganze östliche Traufseite erstreckt sich ein später hinzugefügter, eingeschossiger und verputzter Anbau mit Walmdach. An dessen Nordseite befindet sich der heutige, breite Eingang zur Kapelle mit Freitreppe.

## Glocke
Neben der Kapelle befindet sich eine durch ein Häuschen geschützte Glocke.